# Система обозначения военных самолётов США
Система обозначения военных самолетов США (англ. United States military aircraft designation systems) — система деления (классификации) летательных аппаратов (самолетов, вертолетов и прочих аппаратов, использующих подъемную силу) в зависимости от типа, назначения и прочих свойств принятая в США.

## История возникновения
Система обозначения военных самолетов США впервые была разработана в 1919 году, когда Правительством США было принято решение систематизировать самолеты армии США по их отличительным признакам. Эта система получила название «Система обозначения самолетов авиационной службы армии США 1919 года».

## Система 1919 года
Первая система обозначения самолетов ВВС США была принята в 1919 году и просуществовала до 1924 года. Суть системы состояла в обозначении самолетов, состоящих на вооружении армии США с использованием двух или трех букв, являющихся аббревиатурой целевого назначения самолета: GA - самолеты, предназначенные для атак наземных целей, NO - самолеты, предназначенные для наблюдения в ночное время, NBS - самолеты, предназначенные для атак наземных целей ночью.
Данная система просуществовала до 1924 года, когда ей на смену пришла новая система, учитывающая проблемы старой системы классификации, именуемая «Система обозначения самолетов авиационной службы армии США 1924 года».

## Система 1924 года
Система обозначения самолетов авиационной службы армии США 1924 года базировалась на обозначении летательных аппаратов на основе присвоения самолету аббревиатуры категории выполняемых задач (миссии) с последовательной нумерацией каждой модели самолета. В 1947 году система была переработана, но основные принципы остались. Часть самолетов была переименована в соответствии с новыми принципами принятых наименований. Так, Lockheed P-80 Shooting Star был переименован в Lockheed F-80 Shooting Star, где F - означает истребитель.

## Система 1956 года
На смену системы 1924 года пришла система классификации 1956 года, которая просуществовала до 1962 года. В 1962 году принята новая система, именуемая "1962 United States Tri-Service aircraft designation system".

## Система 1962 года
Система обозначения воздушных судов США (1962) именуется также как MDS (Model-Design-Series («Тип-назначение-серия»). Данная система введена в действие с 18 сентября 1962 года и существует в настоящее время. Принята во всех видах Вооруженных сил США. Согласно данной системе в употребление введена единая литерно-числовая система обозначений. Основным элементом в обозначении является начальная группа букв, определяющая класс (назначение) самолета. Для модификаций самолетов (с измененным назначением) перед буквой класса исходного варианта ставятся буквы, обозначающие новый класс. Стоящие перед начальной группой букв X и Y обозначают самолеты, находящиеся в стадии разработки или проходящие заводские и войсковые испытания (X — Experimental, «экспериментальный», Y — Prototype, «прототип»). Через дефис следует очередной номер базовой модели самолета, буквенный шифр модификации (обозначается очередной буквой латинского алфавита) и словесное название (почти у каждого самолета, за исключением не прошедших испытания или не вышедших за пределы проекта). В англоязычной справочной литературе во избежание путаницы перед обозначением обычно указывается фирма-разработчик. Например: McDonnell Douglas RF-4E Phantom II, где «McDonnell Douglas» — это название головной организации — генерального подрядчика работ по проекту (т. к. каждый военный самолёт является результатом работы десятков и сотен компаний), «RF-4E» – самолёт-разведчик на базе истребителя «Ф-4» экспортной модели («R» от «Reconnaissance», «Е» от «Export»), «Phantom» — словесное название самолёта («Фантом»), «II» — номер модели для самолётов с одинаковым словесным названием (вторая модель), в данном случае для того, чтобы отличать его от первой модели. В служебной документации и в делопроизводстве в целом, используется только официальное наименование модификации («RF-4E»), производитель и словесное название упускаются как неофициальные атрибуты. В русскоязычной литературе полное наименование самолётов также не употребляется, вместо него указывается либо наименование модификации с расшифровкой дополнительных литер аббревиатуры («самолёт-разведчик «Ф-4»), либо словесное название с числительным, написанным арабскими цифрами («Фантом-2»).
В системе 1962 года существуют следующие классы летательных аппаратов по назначению :
- А — штурмовик (Attack aircraft)
- В — бомбардировщик (Bomber)
- С — военно-транспортный самолет (Cargo)
- Е — самолет радиоэлектронной борьбы (Special electronic installation)
- F — истребитель (Fighter)
- К — самолет-заправщик (Tanker)
- O — самолет наблюдения (Observation)
- P — самолет береговой охраны (Maritime patrol)
- R — самолёт-разведчик (Reconnaissance)
- S — противолодочный самолет (Anti-submarine warfare)
- T — учебный летательный аппарат (Trainer)
- U — вспомогательная техника (Utility)
- X — экспериментальные самолеты и ракеты (Special research).
- Y — Прототип. Первоначально применялось к демонстрационному летательному аппарату, конфигурация которого была определена, но с 1970-х годов применялось ко всем прототипам самолетов, предназначенным для производства, примеры:YF-22 YF-12
- H — поисково-спасательные самолеты и вертолёты (Rescue / MEDEVAC)[6]
- M — многоцелевые (Multi-mission)[7]
- Z — применяется к аппаратам на стадии планирования / предварительной разработки. (Planning)
- L — аппараты сконструированные для применения в экстремально холодных условиях (Cold Weather)
- Q — Беспилотные летательные аппараты (Drone)
- V — Для перевозки особо важного персонала и высокопоставленных лиц (Staff/VIP)
- W — Применяется к воздушным судам, которые занимаются мониторингом погоды (Weather)

При создании самолета специализированного назначения его класс обозначается путем комбинирования литер, обозначающих его назначение и базовый класс, например:
- КВ — самолет-заправщик, созданный на базе бомбардировщика
- КС — самолет-заправщик, созданный на базе военно-транспортного самолета
- RB — разведывательный самолет, созданный на базе бомбардировщика
- RC — разведывательный самолет, созданный на базе военно-транспортного самолета
- RF — разведывательный самолет, созданный на базе истребителя.

Дополнительные типы или особенности летательных аппаратов обозначаются следующими буквами:
- D — беспилотный летательный аппарат (также применяется литера Q)
- G — военный планёр (Glider)
- Н — вертолет (Helicopter)
- S — орбитальный самолёт (Spaceplane)
- V — летательный аппарат укороченного и вертикального взлёта и посадки (Vertical take-off/short take-off and landing)
- Z — аэростат (Lighter-than-air)

При этом кодирование летательного аппарата происходит также путем комбинирования основного класса назначения и типа аппарата, например:
Боинг CH-47 «Чинук» — военно-транспортный (С) вертолет (Н) 47-й модели.
Тип самолета указывается в обозначении порядковым номером, который присваивается самолету при заключении договора с фирмой на его проектирование. При внесении каких-либо изменений в конструкцию самолета к его обозначению добавляется буква, определяющая модификацию (изменение). Номер модификации определяется по порядковому номеру этой буквы в латинском алфавите. Кроме того, самолетам каждого типа в большинстве случаев присваиваются наименования.
Пример обозначения и наименования самолета: В-47Е «Стратоджет» (В — бомбардировщик, 47 — типовой номер, Е — пятая модификация, «Стратоджет» — наименование).
Обозначение самолета (вертолета) ВМС США состоит из букв и цифр, определяющих класс самолета, фирму, разработавшую самолет, типовой номер самолета данного класса, разработанного этой фирмой, модификацию,

## Военно-морские силы США
В авиации ВМС США система обозначения была введена одновременно с авиацией армии США. Но в 1922 году в употребление были введены отличия, которые существовали до введения единой системы в 1962 году. Суть отличий заключалась во включении наименование помимо основного типа самолета еще и его производителя, подтип и модификацию, а также варианты дополнительного специального оборудования или вооружения.
Для обозначений классов самолетов применяются следующие буквы:
- А — палубный штурмовик;
- F — палубный истребитель;
- pgj — базовый патрульный самолет;
- Н — вертолет;
  - НО — вертолет корректировки артиллерийского огня;
  - HR — транспортно-десантный вертолет;
  - HL — вспомогательный вертолет:
  - НТ — учебно-тренировочный вертолет;
  - HS — вертолет, предназначенный для действий против подводных лодок.
- R — военно-транспортный самолет.

Для обозначения фирмы-разработчика применяются следующие буквы:
- С — фирма Curtiss («Кёртисс»);
- D — фирма Douglas («Дуглас»)
- F — фирма Grumman («Грумман»)
- Е — фирма Hiller («Хиллер»)
- Н — фирма McDonnell Douglas («Макдоннел Дуглас»)
- J — фирма North American («Норт Америкэн»)
- L — фирма Bell («Белл»)
- М — фирма Martin Marietta («Мартин Мариетта»)
- Р — фирма Piasecki («Пясецкий»);
- Q — фирма Fairchild («Ферчайлд»);
- S — фирма Sikorsky («Сикорский»);
- U — фирма Vought («Воут»);
- V — фирма Lockheed («Локхид»);
- Y — фирма Consolidated («Консолидейтед»).